# 김니나
김니나(1989년 4월 28일 ~ )는 대한민국의 희극 배우이다. KBS 공채 29기 개그맨으로 데뷔했다.

## 학력
- 예원예술대학교

## 출연 작품
- 《개그콘서트》

〈달라스〉
〈사건의 전말〉
〈힙합의 신〉
〈나 혼자 남자다〉
〈부엉이〉
〈10년 후〉
〈이.개.세 (이 개그맨들이 사는 세상)〉
〈언프리티 컴피티션〉졸리부인 역
〈고집불통〉
〈민상토론〉방청객 역
〈재백아〉
〈HER (허ㄹ)〉
〈웰컴 백 쇼〉
〈명탐정 송길동〉
〈꽃샘주의〉
〈다시보기〉
〈억울한 영길씨〉
〈핵갈린 늬우스〉
〈돌아가〉이상훈의 여동생 → 할머니 → 이상훈의 어머니 역
〈님아 그 강을 건너지 마오〉주인 할머니 역
〈세.젤.예 (세상에서 제일 예민한 사람)〉
〈아무말 대잔치〉
〈으샤빠샤〉
〈밥 잘 사주는 예뻤던 누나〉3년 후 누나 역
〈다있show〉차력단 선수 1 역
《SKY캔슬》
- 《나를 돌아봐》

조영남 몰래카메라 귀신 역

## 유행어
- "들켰네~!" - (나 혼자 남자다)
- "열 뻗치네!!" - (꽃샘주의)
- "어머님, 전적으로 믿으셔야 합니다!" (스카이캔슬)

## 수상
- 2018년 KBS 연예대상 코미디부문 여자 신인상